# Neurosis
El término neurosis fue propuesto por el médico escocés William Cullen en 1769 en referencia a los trastornos sensoriales y motores causados por enfermedades del sistema nervioso. En psicología clínica, se usa para designar trastornos mentales que distorsionan el pensamiento racional y el funcionamiento social, familiar y laboral adecuado de las personas. Existe una confusión generalizada sobre la utilización del término: por un lado, se aplica, como síntoma, a un conjunto heterogéneo de trastornos mentales que participan de mecanismos inadaptativos ligados a la ansiedad. Por otra parte, su uso popular (como sinónimo de obsesión, excentricidad o nerviosismo) ha provocado su extensión a terrenos no estrictamente ligados a la enfermedad mental. El término “neurosis” fue abandonado por la psicología científica y la psiquiatría, sustituyéndose por el de “trastorno” o “trastorno de ansiedad”.
El término clásico hace referencia a un trastorno mental sin evidencia de lesión orgánica que se caracteriza por la presencia de un nivel elevado de angustia y una hipertrofia disruptiva de los mecanismos compensadores de la misma. El sujeto mantiene un adecuado nivel de introspección y conexión con la realidad, pero presenta la necesidad de desarrollar conductas repetitivas y en muchos casos inadaptativas con objeto de disminuir el nivel de estrés. Se trata, en realidad, de un rasgo caracterial que acompaña al sujeto durante toda su vida, de gravedad muy variable, desde grados leves y controlables hasta situaciones gravemente incapacitantes que pueden llegar a precisar hospitalización.
La teoría psicoanalítica afirma que la neurosis es una afección psicógena cuyos síntomas cumplen una función simbólica que pretende volver a poner en escena un viejo conflicto infantil, siendo la manifestación neurótica el resultado del compromiso posible entre el deseo y la defensa.
Para protegerse de la angustia, las personas recurren a mecanismos de defensa como la represión, la proyección, la negación, la intelectualización y el desplazamiento, entre otros.

## Origen del término
El origen del término neurosis se encuentra a finales del siglo XVIII, aunque su máximo uso se circunscribe al XIX, en plena eclosión de la especialidad psiquiátrica, siendo empleado originalmente para describir cualquier trastorno del sistema nervioso. El médico escocés William Cullen publica en 1769 su obra Synopsis nosologiae methodicae, refiriéndose con el término neurosis a un trastorno general del sistema nervioso, sin fiebre ni otras lesiones orgánicas demostrables, y capaz de alterar las capacidades sensitivas y motoras del individuo, mezclándose en este concepto patologías tan dispares como mareos y desmayos, el tétanos, la rabia, las crisis histéricas, la melancolía (posteriormente denominada depresión) o la manía. Así mismo, Cullen, incluyó en el grupo de las neurosis otras enfermedades tan dispares como la apoplejía, la epilepsia o la somnolencia.

## Concepciones psicoanalíticas
La teoría psicoanalítica afirma que la neurosis es una afección psicógena cuyos síntomas cumplen una función simbólica que pretende volver a poner en escena un viejo conflicto infantil, siendo la manifestación neurótica el resultado del compromiso posible entre el deseo y la defensa.

### Sigmund Freud
En su escrito 'La moral sexual "cultural" y la nerviosidad moderna', el neurólogo y psicoanalista austríaco Sigmund Freud define así a la persona neurótica:

Los neuróticos son aquella clase de seres humanos que en virtud de una organización refractaria sólo han conseguido, bajo el influjo de los reclamos culturales, una sofocación aparente, y en progresivo fracaso, de sus pulsiones, y que por eso sólo con un gran gasto de fuerzas, con un empobrecimiento interior, pueden costear su trabajo de colaboración en las obras de la cultura, o aun de tiempo en tiempo se ven precisados a suspenderlo en calidad de enfermos.

El yo neurótico se revelaría incapaz de llevar a buen término las obligaciones impuestas por la sociedad en particular y el mundo exterior en su conjunto. Una considerable porción de sus propias vivencias no se encuentra dentro de sus dominios por obra de la represión. Su actividad se ve cercenada por las restricciones superyoicas y sus esfuerzos se dilapidan en interminables luchas contra el ello, cuyas constantes intrusiones menoscaban su organización y lo escinden intestinamente, escisión que fue objeto de su propio artículo por parte de Freud. Está imposibilitado para producir síntesis alguna y se encuentra “desgarrado por aspiraciones que se contrarían unas a otras, por conflictos no tramitados, dudas no resueltas”. Para Freud, no muy lejos de los psicóticos se sitúan los neuróticos graves. Lo que diferenciaría a unos y a otros sería la mayor resistencia a la desorganización por parte del yo neurótico, el cual, en muchos casos y a pesar de la multiplicidad de sus síntomas, lograría hacer pie en la realidad objetiva, contribuyendo esto quizá a que el individuo esté mejor predispuesto a recibir tratamiento.

#### Neurosis y normalidad
En Esquema del psicoanálisis (1940 [1938]), Freud afirma que las neurosis y las psicosis son manifestaciones de las alteraciones funcionales del aparato anímico y que, si se decantó por las primeras como objeto de trabajo, fue porque únicamente ellas eran permeables al influjo de la terapia que había desarrollado. Las perturbaciones neuróticas no tendrían causas patógenas específicas, lo que las distinguiría de patologías somáticas tales como las infecciones. Forman un continuum terso con los estados definidos como “normales”, encontrándose difuminados los límites entre unas y otros, al punto que parece improbable que se pueda hallar uno de estos últimos en el que no se descubra ni la más mínima traza de neurosis.

Hemos discernido que el deslinde de la norma psíquica respecto de la anormalidad no se puede trazar científicamente, de suerte que a ese distingo debe adjudicársele sólo un valor convencional, a despecho de su importancia práctica. Con ello hemos fundado el derecho a comprender la vida anímica normal desde sus perturbaciones, lo cual no sería lícito si esos estados patológicos, neurosis y psicosis, tuvieran causas específicas que obraran al modo de unos cuerpos extraños.

Freud se pregunta por qué la vida de los neuróticos es más penosa, más sufriente que la del resto si ni su constitución congénita ni las experiencias que atraviesan se distinguen en gran medida de las de otras personas, y responde que ello ha de cargarse en la cuenta de “unas disarmonías cuantitativas”. Cada particular configuración de la vida humana encontraría su causa en la conjugación entre propensiones innatas e impresiones de carácter contingente. Así, puede existir cierta predisposición a que determinado componente pulsional se desarrolle con excesivo vigor o a que no tenga la fuerza necesaria; y, a su vez, las vivencias accidentales impondrán requerimientos particulares a cada individuo e incluso puede darse el caso de que, cuando impongan los mismos reclamos a dos personas distintas, la constitución de una de ellas le permita sobrellevar mucho mejor lo que la de la otra apenas puede afrontar.
Sin embargo, tal etiología, que Freud tilda de insatisfactoria y de demasiado general, es tan válida para los estados neuróticos como para cualquier otra perturbación anímica. Por otro lado, él confía en que, si la organización neurótica del yo se distingue tan escasamente de la “normal”, las indagaciones sobre la primera podrían echar luz sobre la constitución y las endebleces de la segunda. En la neurosis se constataría tanto la existencia de un reclamo del ello que el yo es incapaz de subyugar por completo, como la de una fase en el curso del desarrollo individual de importancia incomparablemente mayor a la del resto por lo que refiere a su peso en la causación de aquella perturbación.

#### La importancia de la endeblez del yo infantil

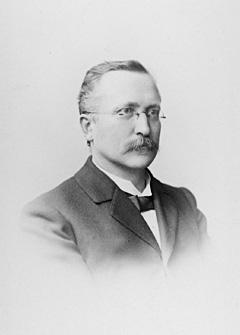
Wilhelm Roux, padre de la embriología experimental. Freud homologa el impacto diferencial que tendría determinada excitación en uno u otro momento del desarrollo del yo al que, según los trabajos de Roux, podría provocar cierto estímulo potencialmente patógeno si se lo dejara influir sobre células germinales o sobre un animal ya desarrollado.

Según Freud, aparentemente solo hasta la edad de los seis años podría instalarse una neurosis, por más que sus síntomas se volvieran evidentes mucho más adelante. La neurosis infantil bien puede pasar completamente desapercibida o exteriorizarse durante un corto período. La que se desarrolla en la adultez ―con la posible excepción de la neurosis traumática― sería en realidad continuación de aquella. Freud es de la opinión de que no es digno de sorpresa el hecho de que el yo, en tanto sea frágil y no se haya desarrollado aún cabalmente, no tenga éxito en su intento de domeñar exigencias que más adelante el juego le permitirá elaborar. Tanto los reclamos del ello como las excitaciones procedentes del exterior pueden provocar un efecto traumático. El yo inerme procura protegerse de ambos a través de unos intentos de huida ―precisamente en ello radican las represiones― que más adelante serán desventajosos y terminarán restringiendo el desarrollo duraderamente. Para dar cuenta de por qué las primeras experiencias traumáticas provocan en el yo menoscabos que dan la impresión de ser desmesuradamente profundos, Freud se vale de una analogía y recuerda los trabajos de Wilhelm Roux, embriólogo alemán que había demostrado experimentalmente que introducir un alfiler en el cuerpo de un animal ya desarrollado no tenía las mismas consecuencias que hacerlo en un grupo de células germinales en el transcurso de la mitosis.
Las represiones que emprende el yo tal vez resulten imprescindibles para el cumplimiento de otros propósitos en aquellos momentos inaugurales. Freud sostiene que, en su tarea de convertirse en un individuo civilizado en pocos años, el niño recorrerá, de manera sumamente compendiada, un vasto trecho del desarrollo cultural de la humanidad. Para ello, no puede privársele de la guía de la educación dado que los padres oficiarán de precursores del superyó y, en su calidad de tales, orientarán al yo del infantil sujeto mediante restricciones y sanciones, induciéndolo así a reprimir determinados impulsos. Los requerimientos culturales han de contarse, pues, entre los factores predisponentes a la neurosis. Freud llega a afirmar incluso que “la añoranza de un yo fuerte, desinhibido […] es enemiga de la cultura en el más profundo sentido”. La prolongada etapa de dependencia infantil, rasgo biológico de nuestra especie, viene a sumarse entre las condiciones propicias a la causación de la neurosis en tanto la educación familiar, ejercida primariamente en ese período, toma a su cargo la transmisión de las imposiciones culturales.
El psicoanálisis sostiene la idea de que las tempranas experiencias infantiles tendrán un impacto incomparable en el ulterior desarrollo del individuo. Cobran entonces gran significatividad contingencias tales como el abuso sexual perpetrado en esos años por adultos, una seducción por un niño algo mayor, como pudiera ser un hermano, y el tomar conocimiento, sea visual o auditivamente, de relaciones sexuales entre los padres. Estas experiencias a menudo atizan la sensibilidad sexual del niño, de cuyas propias apetencias concupiscentes ya no podrá sustraerse. Tales vivencias se entregan a la represión y contribuyen así a la causación de una compulsión neurótica que más adelante obstaculizará al yo el gobierno sobre la función sexual, induciéndolo incluso a una perdurable enajenación respecto de ella. El olvido en el que cae la vasta mayoría de los acontecimientos correspondientes al primer florecimiento de la vida sexual (amnesia infantil) guarda, pues, estrecha relación con las hipótesis psicoanalíticas sobre la etiología de las neurosis, así como también con aspectos técnicos del trabajo terapéutico. Mientras que este extrañamiento de la sexualidad daría ocasión a una neurosis, la ausencia de él propendería a las perversiones y al trastocamiento no solo de la vida sexual, sino también de otros aspectos de la existencia.

#### El papel de las pulsiones parciales
Aunque la teoría psicoanalítica pudiera admitir que aspiraciones pulsionales de cualquier índole incitasen las mismas represiones, la clínica había demostrado que los influjos patógenos provienen regularmente de las pulsiones sexuales parciales. Los síntomas neuróticos constituyen, para Freud, “una satisfacción sustitutiva de algún querer-alcanzar sexual o bien unas medidas para estorbarlas, por lo general unos compromisos entre ambas cosas”. Si bien Freud encuentra en las pulsiones sexuales los más destacados agentes etiológicos de las neurosis, concede que aún no ha quedado zanjada la cuestión de si es esa una prerrogativa que les corresponde exclusivamente a ellas. Por lo pronto, la sexual es la función que ha sido más decidida y ampliamente censurada en pos del progreso cultural. Freud sugiere que el punto débil de la organización yoica tal vez se encuentre en la forma en que el individuo se conduce ante la sexualidad, como si el psiquismo tuviera registro de la discordancia entre autoconservación y perpetuación de la especie.

## En la obra de Pierre Janet
En 1909 Pierre Janet publica Las neurosis, obra en la que establece el concepto de "enfermedad funcional" frente al modelo anatómico-fisiológico. Desarrolla así el paradigma médico que basa el daño no en la alteración física del órgano, sino en su función. Las funciones superiores, adaptativas, provocan cuando se ven alteradas o disminuidas, un estado "neurasténico" (o de "nerviosismo") en el que se sobreexpresan otros estados inferiores como la agitación o la histeria.[cita requerida]

## En la obra de Henri Ey
Para los psiquiatras franceses Henri Ey, P. Bernard y Ch. Brisset (1978), el yo neurótico se caracteriza por no haber resuelto los problemas de su identificación y por encontrarse en conflicto consigo mismo. Le reconocen a Freud y a sus seguidores el haber descubierto que “la patología de esta autoconstrucción del personaje” se arraiga en las primeras relaciones de objeto y en las identificaciones facilitadas o inhibidas por las mismas. Es solo a través de la identificación a un personaje elevado a la categoría de ideal del yo que se llega a ser uno mismo, pero “esta búsqueda de sí, esta dialéctica del ser y del parecer […] puede ser profundamente trastornada”, lo cual ocurriría en tres casos: cuando la identificación a alguien y en particular a la figura parental del mismo sexo no puede efectuarse (aquello que algunos psicoanalistas denominan trastornos de las relaciones objetales); cuando la identificación provoca una angustia profunda y una existencia desgraciada, y cuando se responde al problema recurriendo a mecanismos de defensa o de compensación imaginarios. El irresuelto conflicto interno del yo termina por afectar las relaciones del individuo con los demás: la coexistencia con el otro le presenta dificultades que no puede resolver. La existencia del neurótico se encuentra perturbada, en especial por lo que refiere al entorno familiar.
Ey et al. (1978) critican a los psicoanalistas que sostienen que el yo del neurótico no está alterado: si los síntomas neuróticos son producidos por las defensas del yo y si este aparece, pues, como “demasiado fuerte” en su función represiva, esto se debe a que el yo no es normal y es en realidad demasiado débil. Tal anomalía yoica posibilitaría la manifestación de los síntomas. El neurótico es definido como un ser de carácter patológico, lo que supone que su manera de ser está “fijada y estereotipada (compulsión de repetición) en forma de disposición fundamental a la angustia, a la introversión, a los escrúpulos o, por el contrario, a la exaltación imaginativa y apasionada”. La existencia neurótica haría pie sobre este trastorno caracterológico y en el yo neurótico se descubriría “un desequilibrio afectivo esencial”. Considera que el que un paciente haya sido diagnosticado como psicótico o neurótico no exime del deber de investigar de manera sistemática la posibilidad de que se trate de una manifestación de una afección general o nerviosa, sea esta genética o adquirida.

### Aspectos clínicos generales según Ey
Respecto de los aspectos clínicos típicamente neuróticos, cabrían mencionarse “una angustia en la que se mezclan los sentimientos de vergüenza, de culpabilidad, el deseo de castigarse, la decepción de las frustraciones, los complejos de inferioridad, etc.”. Ey et al. (1978) atribuyen la fascinante incoercibilidad de la angustia neurótica al hecho de que, pese a las apariencias, esta no se encuentra supeditada a condiciones situacionales, sino que su punto de partida es inconsciente e interno al individuo, dado que el neurótico no logra asumir el papel de su personaje, identificarse consigo mismo y autentificar su persona.
Ey et al. (1978) retoman la clásica tripartición freudiana de las neurosis de defensa: histeria, obsesión y fobia. En la primera, la angustia es transferida al plano somático: “el sujeto, incapaz de asumir la verdad de su personaje, utiliza todos los medios de expresión somática para representar a sí mismo y a los demás la comedia de una formación artificial de síntomas”. En la obsesión, proliferan las dificultades para la efectuación del “programa vital” a través de una serie de conductas mágicas, prohibiciones, rituales y tabúes. En la fobia, la angustia toma la forma del pánico frente a un objeto, una acción o una situación simbólica.

Los síntomas neuróticos se remplazan, se renuevan y se complican sin cesar como si el yo, prisionero de su inconsciente, no pudiera desempeñar su verdadero papel, el de propia y auténtica identificación. De ahí los caracteres artificiales de esta semiología (exageración, teatralismo, ficciones, refugio en la enfermedad, etc.), tan característica de la existencia neurótica.

Dos aspectos clínicos serían los fundamentales de la semiología de la personalidad neurótica. En algunos casos, se producirían reacciones ansiosas o depresivas como resultado del malestar interior de un yo que, pese a buscar su unidad y su identidad, no logra encontrarlas. En tales oportunidades, el neurótico se presenta como “un ser débil, inhibido, escrupuloso, inseguro, como si el temperamento nervioso, como muy bien vio Adler, estuviera sometido a un paralizante complejo de inferioridad”. Por otro lado, también puede ocurrir que se muestre como “un personaje complicado, que se define a sí mismo por medio de todo tipo de ideas o de conductas paradójicas (autopunición, torturas morales, bravuconerías, reacciones repetitivas o estereotipadas, etc.)”.
Ey et al. (1978) consideran a la “oposición larvada” (consistente en respuestas del tipo de “¿Para qué? Yo no puedo curar. Dejadme”) “un rasgo característico de la resistencia neurótica a toda tentativa médica o psicoterápica”. Aunque especialmente difícil de contrarrestar en las crisis maníacas y melancólicas, también en los neuróticos el insomnio sería habitual. La catexia de las zonas erógenas anales y uretrales podría provocar en determinados neuróticos y perversos “singulares aberraciones de las conductas excrementicias (coprofilia, urolagnia)”. Por otro lado, el “apragmatismo sexual” (la impotencia o el rechazo de las relaciones amorosas) sería típico de la inhibición neurótica y de los estados preesquizofrénicos. Ciertos neuróticos y esquizofrénicos revelan una excesiva fijación al grupo familiar, de suerte que viven en las “faldas de su madre” o bien manifiestan una temerosa sumisión a la autoridad del padre. La actividad socioprofesional resulta afectada como consecuencia de “su impotencia angustiada para adaptarse”. Los neuróticos también pueden incurrir en “fugas reactivas” que se producen cuando el individuo huye de su hogar “por motivos patológicos derivados de una angustiosa situación conflictiva”. Los estados alterados de conciencia, si bien son típicos de las psicosis agudas, también pueden observarse en la neurosis, particularmente en la histeria.
En cuanto a los afectos depresivos, Ey distingue tres niveles de regresión. En el más profundo de ellos, se constata la existencia de trastornos del humor o de los sentimientos vitales (disgusto, abatimiento, inquietud) y emociones paroxísticas (rabia, desespero, miedo, cólera), característicos de la depresión melancólica y del “fondo depresivo” de muchas neurosis y que, siguiendo la terminología de Kurt Schneider, son más bien endógenos por cuanto se trata de “afectos cuyo determinismo profundo depende de anomalías de la organización interna de las pulsiones instintivas primitivas, sin relación o por lo menos con un mínimo de relación con los acontecimientos o las motivaciones psicológicas”. En un nivel de regresión intermedio, se encuentran los sentimientos vitales y las emociones relacionados con situaciones imaginarias, que, bajo la forma de sentimientos vitales vinculados con la vida fantasmática inconsciente, se presentan principalmente en las neurosis (neurosis de angustia, fobias, etc.). Finalmente, en el nivel más superficial de regresión, se ubican los afectos reactivos a circunstancias reales que solo podrían resultar patológicos desde el punto de vista de su intensidad cuantitativa: “se trata de reacciones afectivas excesivas o desencadenadas por débiles estímulos, en razón del descenso del umbral de reacción. Estos trastornos se encuentran constantemente en la clínica de las «reacciones» neuróticas”.
Con respecto a lo que denomina “síndrome psicomotor neurótico”, Ey et al. (1978) afirman:

Sobre todo en los neuróticos, es posible observar un conjunto de pequeños trastornos (tics, tartamudeo, espasmos, paratonía, onicofagia, enuresis), que manifiestan el desorden o la fragilidad de integración de las funciones psicomotoras. Sobre este fondo neuropático (síndrome de debilidad motriz de Dupré), no es raro observar la presentación de crisis emocionales (angustia, enervamiento, exasperación), de crisis psicolépticas (lipotimias) o de accidentes psicosomáticos (vómitos, vértigos, crisis sudorales), que ponen de manifiesto su “hiperemotividad”.

## La neurosis y el arte
A partir de los trabajos de Freud y Jung sobre la utilidad del simbolismo en la revelación del inconsciente se han desarrollado múltiples tesis sobre la influencia de la psicopatología (y especialmente las neurosis) en la actividad creativa o artística. Para Jung el artista "desvelaba" arquetipos ayudando al observador del fenómeno artístico a comprender el universo. Y a través de esa propiedad elaboró toda una estrategia terapéutica basada en el valor simbólico del proceso artístico (capaz de revelar los procesos psíquicos del paciente y de ayudar al terapeuta). La escuela psicoanalítica posterior ha seguido ahondando en esta línea terapéutica.